# Terobiella particolor
Terobiella particolor är en stekelart som först beskrevs av Girault 1915.  Terobiella particolor ingår i släktet Terobiella och familjen puppglanssteklar. Inga underarter finns listade i Catalogue of Life.